# Jerker Tellander
Ture Jerker Göran Tellander, född 17 september 1924, död 18 maj 1998 i Högsbo, Göteborg, var en svensk handbollsspelare. Han spelade back i försvaret.

## Karriär
Jerker Tellanders tidiga klubbkarriär är känd genom Boken om handboll . Som fjortonåring började han att spela för IK Örten Som fjortonåring började han att spela för IK Örten, där han även hann spela med klubbens junior- och seniorlag och då som högerforward. Mellan 1941 till och med 1946 representerade han i tur och ordning i F7 samt Trollhättans IF innan han spelade för IK Virgo. I den senare klubbens spelade Jerker Tellander även som centerhalv. Det är osäkert om han började spela för Majornas IK 1950 eller 1951. Majornas jubileumsskrift ger i alla fall att det var senast 1951. Inför säsongen 1959/1960 skrev Jerker på för IK Baltichov, som då spelade i den näst högsta serien. Jerker var även en av få spelare som följde med Baltichov när klubben flyttade från Göteborg till Lerums kommun. Där spelade han en sista säsong i division 3 säsongen 1967/1968. Då var han 43 år gammal.   
Jerker Tellander spelade elva landskamper under åren 1956 till 1960. Han spelade som försvarsspelare och uteslutande i utomhuslandskamper. Landskampsdebut gjorde han den 27 maj 1956 mot Tyskland i Bremen, då Sverige förlorade 15-17. De flesta landskamperna gjorde han VM-året 1959 då han spelade sex landskamper, två före VM och fyra under VM. Sverige blev bronsmedaljörer i utomhus-VM 1959. Han avslutade med två landskamper på bortaplan, mot Västtyskland den 20 maj 1960 i Oberhausen och mot Polen den 22 maj 1960 i Katowice i en svensk seger med 13-8. Efter 1959 spelade Sverige inte i fler utomhus-VM och då upphörde Tellanders landskampskarriär. Största inhemska meriten är svensk mästare med Majornas IK i utomhushandbollen. 1965 blev Tellander utsedd till Årets Baltichovare. Tellander är Stor Grabb i handboll då han passerade tio landskamper 1960.

## Klubbmeriter
- SM-guld 1956 med Majornas IK[5] (troligtvis fler guld men säkra källor saknas)